# Hidegkút, Veszprém
Hidegkút  este un sat în districtul Veszprém, județul Veszprém, Ungaria, având o populație de 434 de locuitori (2011). 

## Demografie
Componența etnică a satului Hidegkút
     Maghiari (78,91%)
     Germani (21,09%)
Componența confesională a satului Hidegkút
     Romano-catolici (51,61%)
     Fără religie (10,14%)
     Reformați (4,61%)
     Atei (1,84%)
     Luterani (1,38%)
     Necunoscută (30,41%)
Conform recensământului din 2011, satul Hidegkút avea 434 de locuitori. Din punct de vedere etnic, majoritatea locuitorilor (78,91%) erau maghiari, cu o minoritate de germani (21,09%).  Din punct de vedere confesional, majoritatea locuitorilor (51,61%) erau romano-catolici, existând și minorități de persoane fără religie (10,14%), reformați (4,61%), atei (1,84%) și luterani (1,38%). Pentru 30,41% din locuitori nu este cunoscută apartenența confesională.